# Anosia fumosus
Anosia fumosus är en fjärilsart som beskrevs av Gustaaf Hulstaert 1886. Anosia fumosus ingår i släktet Anosia och familjen praktfjärilar. Inga underarter finns listade i Catalogue of Life.